# Steel on a Mission
Steel on a Mission är rapparen Lil' ½ Deads andra album.

## Låtlista
1. "Steel on a Mission '96" – 4:04
2. "Low Down" – 4:23
3. "Southern Girl" – 4:03
4. "Back in the Day" – 4:43
5. "Givin' It Up" – 5:08
6. "Young HD" – 4:29
7. "If You Don't Know" – 4:26
8. "Still Rollin"' – 4:36
9. "Gotta Git Cha" – 4:22
10. "Cavvy Sounds" – 4:29